# سوبات
سوبات (به آلمانی: Subbath) شهرکی در لتونی با جمعیت ۱٬۲۲۲ نفر است که در ilūkste municipality واقع شده‌است.

## نگارخانه

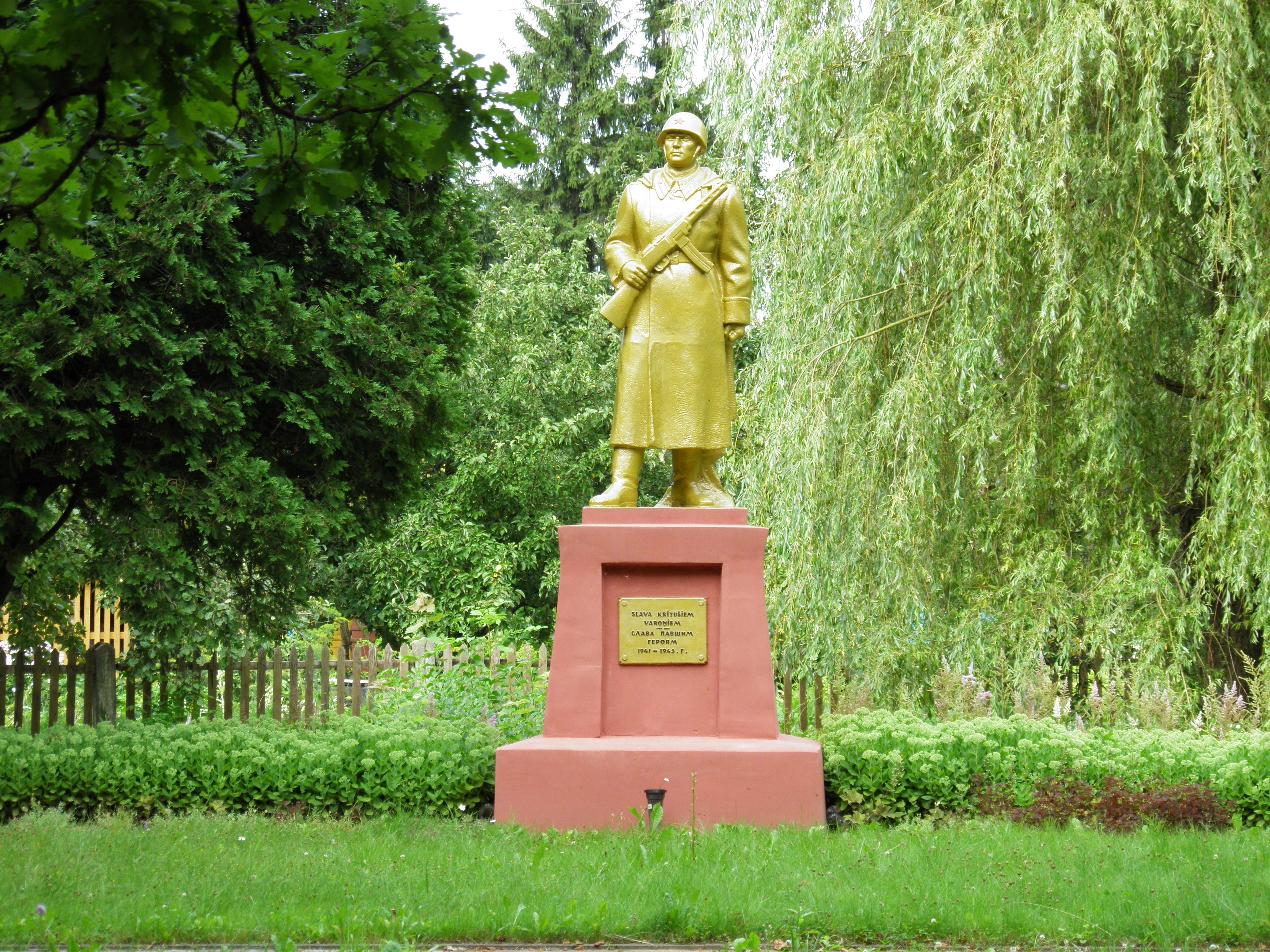
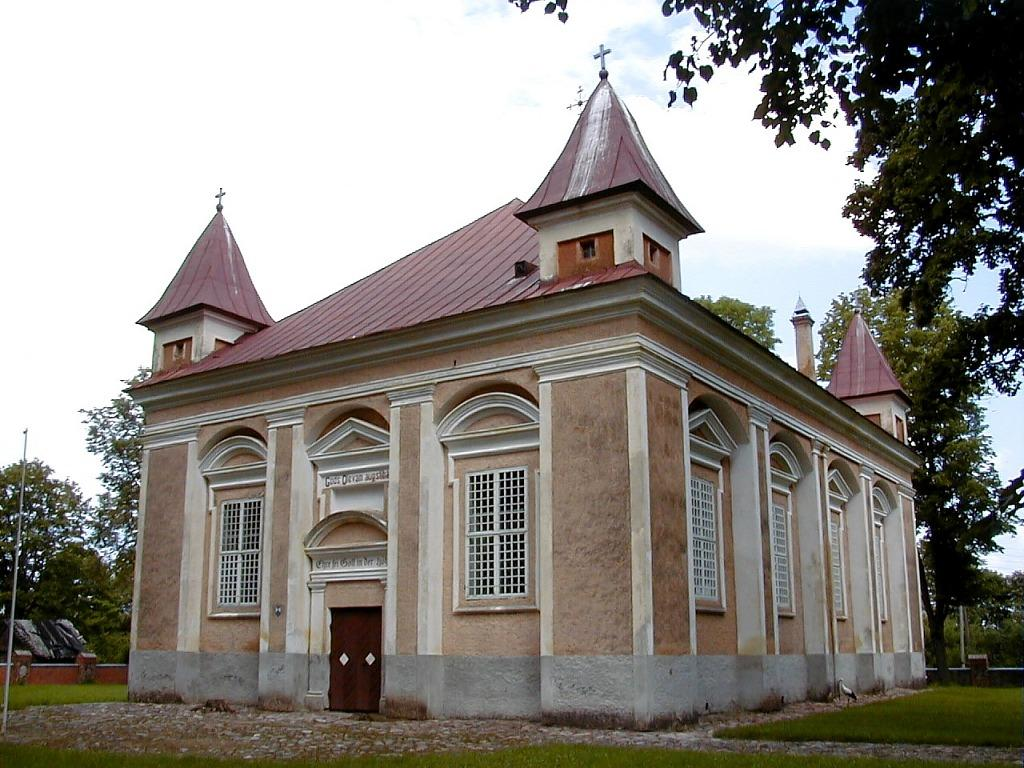
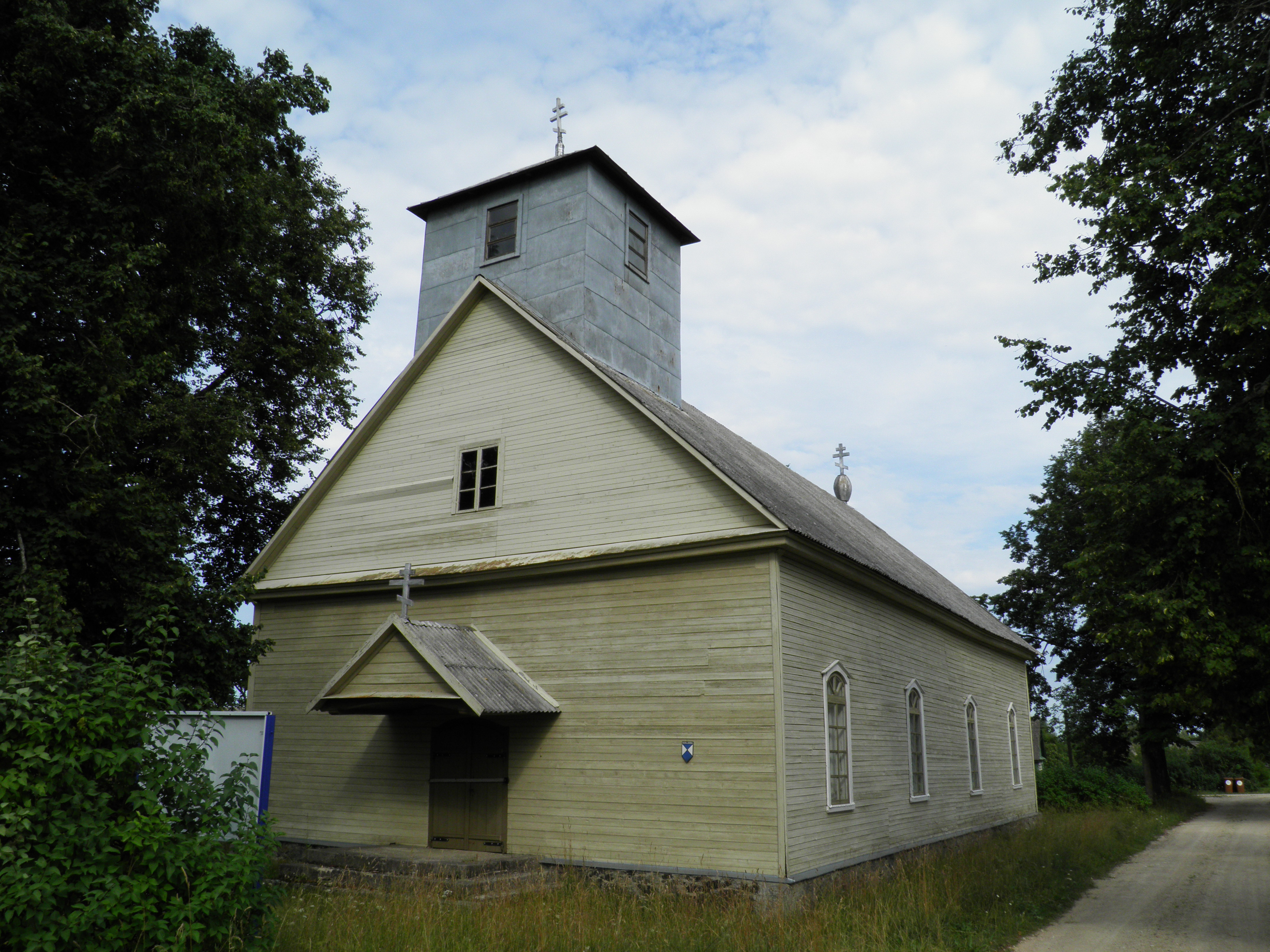